# Ivi Adamou
Ivi Adamou (n. 24 noiembrie 1993,  Ayia Napa) este o cântăreață cipriotă.    

## Biografie
Ivi Adamou s-a născut în Ayia Napa pe 24 noiembrie 1993. Ea a reprezentat Ciprul la Concursul Muzical Eurovision 2012 cu melodia „La La Love”, luând în semifinală locul 7 cu 91 de puncte, iar în finală locul 16 cu 65 de puncte. Ivi Adamou a participat și la X Factor în Grecia, dar a obținut doar locul 6.

## Discografie
Albume
- "Kalokeri Stin Kardia" (2010)
- "San Ena Oniro" (2011)

Singles
- "Gelai" (2010)
- "Astrapes" (2010)
- "Hameni Agapi" (2010)
- "Sose Me" (2010)
- "Kati Na Pisto" (2011)
- "Voltes St Asteria" (2011)
- "To Mistiko Mou Na Vris" (2011)
- "The Queen" (2011)
- "La La Love" (2011)
- "Tis Agapis Ta Thimata" (2011)